# Edward Sowiak

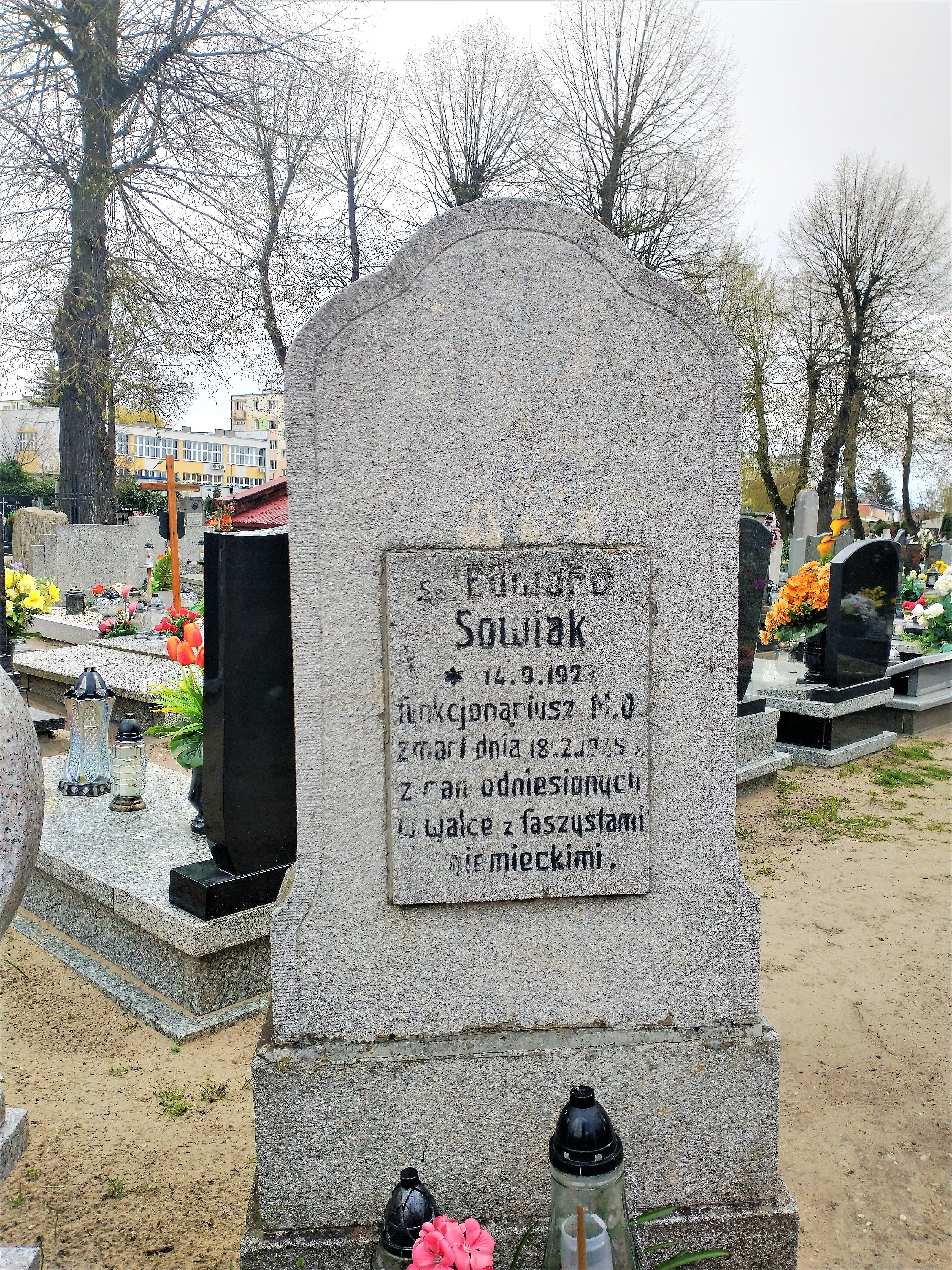
Grób Edwarda Sowiaka na cmentarzu parafialnym w Obornikach

Edward Sowiak (ur. 1923, zm. 1945) – polski funkcjonariusz Milicji Obywatelskiej.
Był mieszkańcem Obornik. Pod koniec II wojny światowej był członkiem grupy operacyjnej Komendy Powiatowej Milicji Obywatelskiej w Obornikach. 17 lutego 1945 wraz z między innymi Franciszkiem Jaegerem wziął udział w walkach pod Lublinem z uchodzącymi, z Cytadeli poznańskiej Niemcami. Zmarł 18 lutego 1945 w wyniku odniesionych ran. W pogrzebie Sowiaka i Jaegera z 20 lutego 1945 wzięli udział przedstawiciele lokalnych władz i milicji. 
Sowiak został pochowany na Cmentarzu Parafialnym przy kościele Św. Józefa w Obornikach.
Jest patronem jednej z obornickich ulic. 